# Laufenburg (district)
Laufenburg is een Zwitsers district van het kanton Aargau. De hoofdplaats is Laufenburg. Het district omvat 23 gemeenten, heeft een oppervlakte van 152,56 km² en heeft 27.469 inwoners (eind 2005).
Het district bestaat uit de volgende gemeenten:
| Wapen          | Naam           | Inwoners (31-12-2005) | Oppervlakte (km²) |
| -------------- | -------------- | --------------------- | ----------------- |
| Eiken          | Eiken          | 1914                  | 7,07              |
| Frick          | Frick          | 4459                  | 9,96              |
| Gansingen      | Gansingen      | 933                   | 8,77              |
| Gipf-Oberfrick | Gipf-Oberfrick | 3104                  | 10,17             |
| Herznach       | Herznach       | 1208                  | 6,26              |
| Hornussen      | Hornussen      | 852                   | 7,27              |
| Ittenthal      | Ittenthal      | 208                   | 3,9               |
| Kaisten        | Kaisten        | 2173                  | 14,22             |
| Laufenburg     | Laufenburg     | 2050                  | 2,28              |
| Münchwilen     | Münchwilen     | 612                   | 2,47              |
| Oberhof        | Oberhof        | 569                   | 8,20              |
| Oeschgen       | Oeschgen       | 862                   | 4,38              |
| Schwaderloch   | Schwaderloch   | 685                   | 2,77              |
| Sisseln        | Sisseln        | 1324                  | 2,52              |
| Ueken          | Ueken          | 810                   | 5,10              |
| Wittnau        | Wittnau        | 1120                  | 11,25             |
| Wölflinswil    | Wölflinswil    | 839                   | 9,51              |
| Zeihen         | Zeihen         | 906                   | 6,87              |
|                | Totaal (xx)    | 27.469                | 125,57            |

Aarau · Baden · Bremgarten · Brugg · Kulm · Laufenburg · Lenzburg · Muri · Rheinfelden · Zofingen · Zurzach